# Hello Neighbor
Hello Neighbor (с англ. — «Привет, сосед») — компьютерная игра в жанре survival horror, разработанная Dynamic Pixels и изданная компанией tinyBuild. Цель игры — пробраться в подвал дома своего соседа и узнать его секреты. Благодаря искусственному интеллекту сосед может расставлять ловушки вдоль путей, по которым игрок прошёл в прошлый раз, заменять разбитые окна, и так далее.
Пре-альфа версия игры была опубликована на сайте студии в 2016 году. Издатель tinyBuild одобрил дальнейшую разработку и согласился её финансировать. 8 декабря 2017 года игра была выпущена на Windows, macOS и Xbox One. Сиквел, Hello Neighbor 2, был выпущен 6 декабря 2022 года.

## Игровой процесс
Протагонист Hello Neighbor живёт напротив подозрительного соседа, который что-то скрывает в своём подвале. Задача игрока — проникнуть в дом соседа и собрать предметы, с помощью которых он сможет забраться в его подвал. Если игрок в процессе попадётся на глаза соседу, тот пустится в погоню за протагонистом. Если протагонист будет пойман, сосед его выкинет на улицу.
У игрока четыре слота инвентаря; предметы одного и того же типа не могут складываться вместе в одной ячейке.
Во втором и больше акте у соседа находится огромное количество комнат, в каждой из которых есть предметы и устройства, так или иначе позволяющие пройти игру.
Также игрок с помощью мини-игр может получать дополнительные способности, такие как: невидимость от соседа, двойной прыжок, отталкивание соседа.

## Сюжет
Игра делится на четыре акта, а также на альфа- и бета-версии. В первом акте главный герой, ещё ребёнок, видит, что сосед запирает кого-то в подвале. Игрок довольно быстро туда пробирается, но сосед ловит его и запирает у себя. Начинается второй акт с увеличенным домом и усложнёнными заданиями. Тогда игрок находит ключ/лом в доме либо прыгает через батут и убегает. В течение акта можно видеть эпизоды из истории семьи Соседа: смерть его жены в автокатастрофе, эпизод падения дочки с крыши дома.
Третий акт начинается, когда главный герой, будучи уже взрослым, получает уведомление о выселении. Он решает отправиться в дом, где прошло его детство. Приезжая, игрок видит сгоревший дом соседа. Спустя некоторое время он приходит домой, смотрит на старую фотографию и ложится спать.
После прохождения третьего акта игрок попадает в финальную битву — большую комнату, в которой надо попасть в дом на спине огромного соседа, а для этого надо его повалить. Затем игрок попадает в комнату, где нужно защитить маленького себя от нападений нечто, олицетворяющего страх главного героя перед соседом. После того, как нечто повержено, можно увидеть соседа, запершегося от другого нечто (своего страха) в маленьком доме в большой белой комнате. После этого главный герой просыпается, смотрит на останки дома соседа и приступает к разгрузке машины, во время этого процесса идут титры.

## Разработка
Игра была выпущена в виде альфа-версии на веб-сайте Dynamic Pixels в 2015 году. Позже игра успешно прошла программу Steam Greenlight и была выпущена в раннем доступе. Для финансирования дальнейшей разработки была запущена кампания на Kickstarter. Студия также подписала контракт с tinyBuild на публикацию игры.
Игра перешла в фазу бета-тестирования 25 июля 2017 года. К Хэллоуину 2017 года был выпущен рекламный мод, включающий несколько элементов из инди-игры Bendy and the Ink Machine. Мод включает чёрно-желтый фон, чернила, музыку из игры и несколько появлений Бенди. Первоначально полный релиз игры планировался на 29 августа 2017 года, но был отложен до 8 декабря 2017 года.
Игра была выпущена для Windows и Xbox One 8 декабря 2017 года. Позже игра была портирована на Nintendo Switch, PlayStation 4 и мобильные устройства. Мобильные версии игры поддерживаются только на ограниченном количестве устройств и распространяется в виде бесплатной пробной версии, в которой доступен для прохождения первый акт, а оставшаяся игра разблокируется с помощью внутриигровой покупки.

## Отзывы критиков
| Сводный рейтинг    | Сводный рейтинг                    |
| Агрегатор          | Оценка                             |
| ------------------ | ---------------------------------- |
| Metacritic         | PC: 38/100 XONE: 42/100 NS: 39/100 |
| Иноязычные издания |                                    |
| Издание            | Оценка                             |
| Game Informer      | 3,75/10                            |
| GameSpot           | 3/10                               |
| IGN                | 4,1/10                             |
| Nintendo Life      | [ 24 ]                             |
| PC Gamer (US)      | 38/100                             |
| Push Square        | [ 26 ]                             |

Игра получила в целом негативные отзывы критиков. Критике подвергся игровой процесс, схема управления и техническое состояние игры, в то время как художественный дизайн и сюжет удостоились похвалы.

## Продажи
В июле 2018 года, благодаря уязвимости в защите Steam Web API, стало известно, что точное количество пользователей сервиса Steam, которые играли в игру хотя бы один раз, составляет 85 382 человека.